# Manoir de Lescreant
Le manoir de Lescreant est un édifice situé à Lanvénégen en France.

## Localisation
Le manoir est situé sur le territoire de la commune de Lanvénégen, au lieu-dit Lescreant, dans le département du Morbihan en région Bretagne.

## Description
Le manoir actuel date du XVIIe siècle. Édifice à un étage carré, élévation à travées, construit en moellon de granite, toiture à longs pans, pignon couvert. Escalier dans-œuvre : escalier à vis sans jour.

## Historique
L'ancien manoir date du XVe siècle, fut la propriété de la famille Botdelen (au XVe siècle), puis de la famille Le Teste. Il a été restauré.
Le manoir est inscrit à l'inventaire général du patrimoine culturel en 1966.